# Ironman 70.3
El Ironman 70.3, también conocido como Medio Ironman (en inglésː Half Ironman), es una de las series de carreras de triatlón de larga distancia, organizado por la World Triathlon Corporation (WTC). El Ironman 70.3 tiene una distancia de 1,2 milla (1,9 km) de natación, 56 millas (90 km) de ciclismo, y 13,1 millas (21,1 km) de carrera a pie. La suma de estas distancias son 70,3 millas (113 km), de ahí el nombre. Cada distancia de la natación, bicicleta, y carrera a pie son la mitad de las distancias de los segmentos que se encuentran en un Ironman.
El Ironman 70.3 culmina cada año con el Campeonato Mundial, participando los deportistas que hayan obtenido la clasificación en las pruebas clasificatorias, durante los meses anteriores a la carrera. Además del mundial, existen competiciones continentales de Ironman 70.3 que se llevan a cabo en Europa, Asia-Pacífico y América Latina.